# Caetanos
Caetanos est une municipalité brésilienne de l'État de Bahia et la microrégion de Vitória da Conquista.